# Polo aquático nos Jogos Sul-Americanos de 2018
A competição de polo aquático nos Jogos Sul-Americanos de 2018 ocorreu entre 26 e 30 de maio. O evento, exclusivamente masculino, foi disputado na Piscina Olímpica de Villa Tunari, no distrito de Villa Tunari em Cochabamba, Bolívia.
Retornando aos Jogos Sul-Americanos após uma ausência de oito anos, a competição de polo aquático possui uma relevância menor no calendário internacional, uma vez que não serve de qualificação para a Copa do Mundo de Polo Aquático e para os Jogos Pan-Americanos de 2019, ficando a responsabilidade pela qualificação para estes eventos a Copa UANA de 2018 e o Campeonato Sul-Americano de Esportes Aquáticos de 2018, respectivamente. Isto contribuiu para que algumas delegações optassem em não inscrever equipes no evento, como o Brasil, atual campeão sul-americano masculino e feminino. A modalidade feminina veio a ser cancelada por não atingir o número mínimo de equipes inscritas, enquanto que o evento masculino foi disputado por cinco equipes, mínimo necessário para a competição.

## Calendário
| G | Fase de grupos | ½ | Semifinais | B | Disputa pelo bronze | F | Final |

| Evento↓/Data → | Sáb 26 | Dom 27 | Seg 28 | Ter 29 | Qua 30 | Qua 30 |
| -------------- | ------ | ------ | ------ | ------ | ------ | ------ |
| Masculino      | G      | G      | G      | ½      | B      | F      |

## Medalhistas
| Evento    | Ouro | Prata | Bronze |
| Masculino | Carlos Camnasio Diego Malnero Esteban Corsi Facundo Camps Germán Yáñez Guido Martino Guido Poggi Iván Carabantes Juan Pablo Montané Ramiro Veich Tomás Pozo Tomás Galimberti Tomás Echenique ARG Argentina | Andrés Hinestroza Andrés Hernández Andrés Mora Crhistian Agudelo Enzo Salinas Germán Guarnizo Iván Idarraga Juan Camilo Hinestroza Juan Echeverry Nelson Bejarano Santiago Cuervo Santiago Orozco Simón Rozo COL Colômbia | Andrés Fasoli Andrés Pirela Ángel Rojas Antonio Pirela Axel Devonish Douglas Espinoza Hugo Velázquez Joaquín López Jonder Perdomo José Gabriel Ruiz Oliver López Pedro Gutiérrez Pedro Mujica VEN Venezuela |

## Fase de grupo
|  | Equipes classificadas para as semifinais |

Todas as partidas estão no horário local (UTC−4).
| Pos | Equipe          | Pts | J | V | E | D | GF | GC  | Dif  |
| --- | --------------- | --- | - | - | - | - | -- | --- | ---- |
| 1   | ARG Argentina   | 12  | 4 | 4 | 0 | 0 | 61 | 16  | +45  |
| 2   | COL Colômbia    | 9   | 4 | 3 | 0 | 1 | 56 | 23  | +33  |
| 3   | VEN Venezuela   | 6   | 4 | 2 | 0 | 2 | 56 | 25  | +31  |
| 4   | PER Peru        | 3   | 4 | 1 | 0 | 3 | 63 | 36  | +27  |
| 5   | BOL Bolívia (A) | 0   | 4 | 0 | 0 | 4 | 1  | 137 | –136 |

Ordenamento da classificação: 1) Pontos; 2) Pontos no confronto direto; 3) Diferença de gols no confronto direto; 4) Gols marcados no confronto direto; 5) Diferença de gols.

A – Anfitrião.

| 26 de maio 08:00 | Relatório | Argentina ARG | 7–4 | COL Colômbia | Piscina Olímpica de Villa Tunari |

| 26 de maio 09:30 | Relatório | Bolívia BOL | 0–32 | VEN Venezuela | Piscina Olímpica de Villa Tunari |

| 26 de maio 16:00 | Relatório | Peru PER | 6–12 | COL Colômbia | Piscina Olímpica de Villa Tunari |

| 26 de maio 17:30 | Relatório | Bolívia BOL | 0–35 | ARG Argentina | Piscina Olímpica de Villa Tunari |

| 27 de maio 14:00 | Relatório | Venezuela VEN | 4–6 | ARG Argentina | Piscina Olímpica de Villa Tunari |

| 27 de maio 15:30 | Relatório | Peru PER | 44–0 | BOL Bolívia | Piscina Olímpica de Villa Tunari |

| 28 de maio 08:30 | Relatório | Argentina ARG | 13–8 | PER Peru | Piscina Olímpica de Villa Tunari |

| 28 de maio 10:00 | Relatório | Colômbia COL | 14–9 | VEN Venezuela | Piscina Olímpica de Villa Tunari |

| 28 de maio 16:00 | Relatório | Colômbia COL | 26–1 | BOL Bolívia | Piscina Olímpica de Villa Tunari |

| 28 de maio 17:30 | Relatório | Venezuela VEN | 11–5 | PER Peru | Piscina Olímpica de Villa Tunari |

## Fase final
|  | Semifinais | Semifinais    | Semifinais |  |  | Final               | Final               | Final               |
|  |            |               |            |  |  |                     |                     |                     |
|  | 1          | ARG Argentina | 18         |  |  |                     |                     |                     |
|  | 4          | PER Peru      | 3          |  |  |                     |                     |                     |
|  |            |               |            |  |  | 1                   | ARG Argentina       | 9                   |
|  |            |               |            |  |  | 2                   | COL Colômbia        | 7                   |
|  | 2          | COL Colômbia  | 7          |  |  |                     |                     |                     |
|  | 3          | VEN Venezuela | 5          |  |  | Disputa pelo bronze | Disputa pelo bronze | Disputa pelo bronze |
|  |            |               |            |  |  | 4                   | PER Peru            | 4                   |
|  |            |               |            |  |  | 3                   | VEN Venezuela       | 12                  |

### Semifinais
| 29 de maio 15:00 | Relatório | Argentina ARG | 18–3 | PER Peru | Piscina Olímpica de Villa Tunari |

| 29 de maio 16:30 | Relatório | Colômbia COL | 7–5 | VEN Venezuela | Piscina Olímpica de Villa Tunari |

### Disputa pelo bronze
| 30 de maio 15:00 | Relatório | Peru PER | 4–12 | VEN Venezuela | Piscina Olímpica de Villa Tunari |

### Final
| 30 de maio 16:30 | Relatório | Argentina ARG | 9–7 | COL Colômbia | Piscina Olímpica de Villa Tunari |

## Classificação final
| Pos.   | País          |
| ------ | ------------- |
| Ouro   | ARG Argentina |
| Prata  | COL Colômbia  |
| Bronze | VEN Venezuela |
| 4      | PER Peru      |
| 5      | BOL Bolívia   |